# Incipit

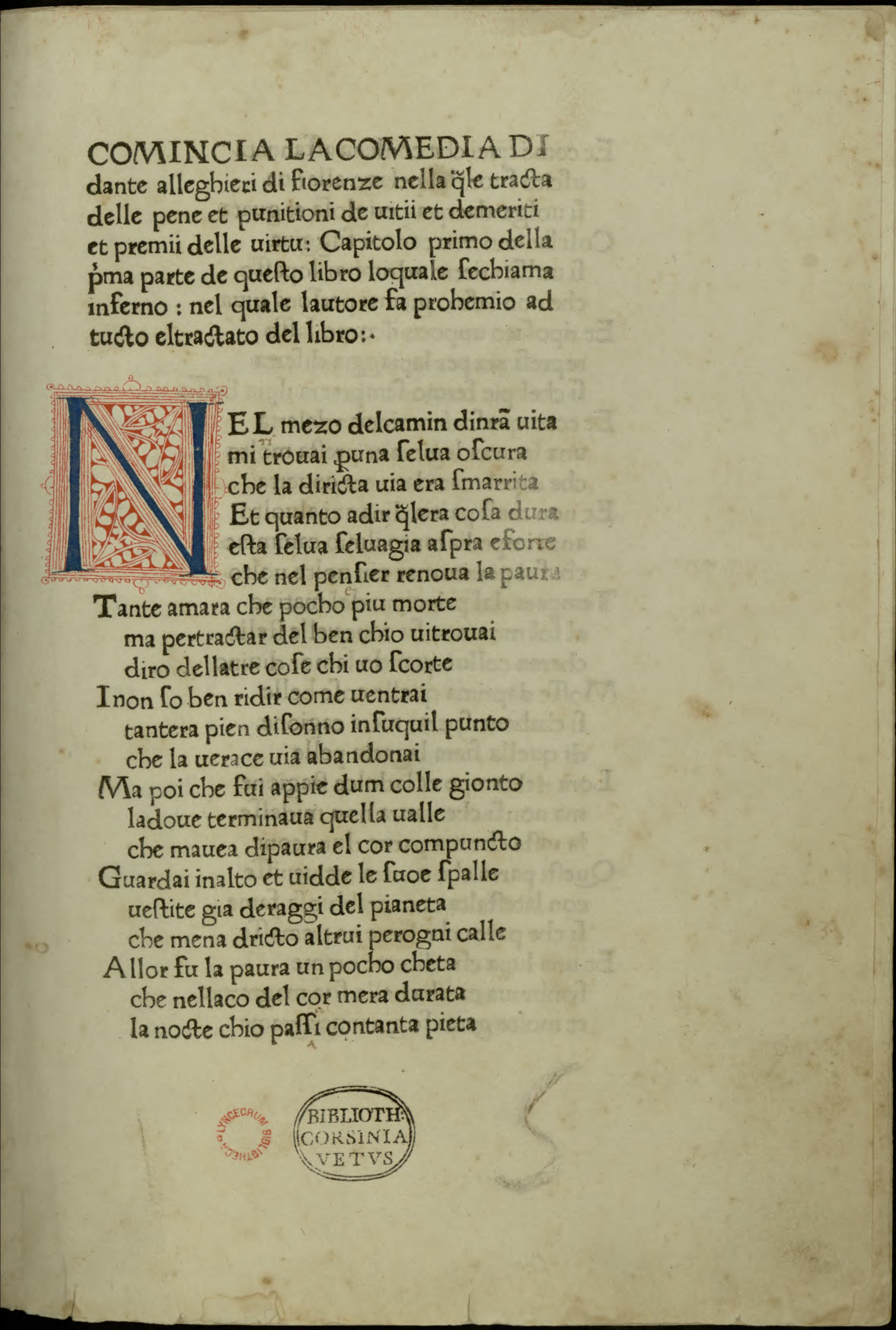
Incipit della prima edizione a stampa della Divina Commedia, 1472

La voce verbale latina incipit (con accentazione sdrucciola; dal verbo incipĕre, letteralmente "incomincia") è la parola iniziale della formula latina che introduce il titolo di un'opera, talvolta anche con il nome dell'autore. In filologia e in bibliografia, con l'incipit, sostantivato, si fa riferimento alle prime parole con cui inizia un testo, e in particolare al primo verso di una poesia.
Se però, in senso stretto, il termine incipit definisce propriamente la parola o la frase o il verso iniziale di un qualsiasi componimento in prosa o in versi, l'uso che ha assunto nella critica letteraria moderna è più esteso. Non solo, dunque, la prima parola o la prima frase, ma l'intera tranche d'avvio, che può essere di lunghezza diversa.
La frase o il verso finale di un'opera letteraria viene invece detta explicit.

## Uso
L'incipit è, come dice Traversetti, "l'esplosione semantica che genera e avvia il cosmo romanzesco e ci consente di individuarne i caratteri, di intuire panorami e sviluppi futuri" e questo "avviene non appena leggiamo le prime dieci o venti righe". Nel leggere infatti la prima pagina non si viene a conoscenza di tutto il romanzo, ma si creano dei percorsi mentali lungo i quali orienteremo la nostra lettura.
Sia la retorica classica sia la moderna teoria della letteratura sanno che se uno scrittore vuole essere accolto deve sapere influenzare a proprio vantaggio la disposizione del pubblico e che il pubblico, per poter accogliere lo scrittore e quindi quanto scrive, ha bisogno di riscontrare una vasta comunanza di topoi emozionali ed ideologici. Baudelaire diceva che tra il romanziere e i suoi lettori ci deve essere complicità e che questa complicità doveva essere subito attivata prima ancora che iniziasse la vera lettura.

### La retorica classica
La retorica classica affidava proprio all'exordium o proemium, quindi all'inizio del discorso, le regole argomentative. L'exordium doveva infatti "dirigere l'attenzione, la favorevole disposizione e la benevolenza del giudice alla causa di parte presentata nel discorso: cosa particolarmente difficile quando si danno gradi di debole credibilità" (H. Lausberg, in Elementi di retorica, Bologna, Il mulino, 1969, p. 31).
Questa tecnica, che prevedeva la captatio benevolentiae, è stata ripresa anche nel romanzo moderno.

### Il titolo e l'incipit
Già con il titolo il romanzo innesca un processo comunicativo che, pur essendo esterno al testo, spesso lascia trasparire molte allusioni essendo esso solitamente composto da un breve motto riassuntivo.
Il titolo rimane comunque sempre un elemento esterno al testo vero e proprio mentre l'incipit ne è parte fondamentale e non appare solo come un segnale di riconoscimento generico di identificazione dell'opera, ma stabilisce subito nel lettore un meccanismo di complesse attese..

### Dove termina l'incipit
Ogni inizio, indipendentemente dalle sue modalità, ha qualcosa di simbolico ed è un atto di creazione che serve a definire la lettura tematica, come ancora oggi fanno le encicliche papali che affidano a un breve incipit di poche parole il doppio compito di documentare e di delineare la lettura del testo. Quello però che oggi viene chiamato incipit è in letteratura qualcosa di molto diverso e più complesso e la prima questione che nasce è quella della sua lunghezza. Se infatti sappiamo che l'incipit ha inizio dalla prima parola, dobbiamo definire dove esso termini.
L'incipit termina dove il racconto, ormai certo della sua convenzione, si affida unicamente a sé stesso e ciò può avvenire dopo una sola riga, al termine di una lunga argomentazione introduttiva, dopo uno stacco concettuale ben definito oppure lungo un percorso, breve o lungo, che esaurisce l'introduzione addentrandosi già nella trama o nel profilo del protagonista.

### In medias res
L'incipit in medias res, pur essendo spesso ambiguo e conduttore di informazioni indirette supplementari, è senza dubbio quello la cui modalità si avvicina maggiormente all'ipotetico grado zero ipotizzato da Barthes ed è il più diffuso a tutti i livelli e in tutte le epoche storiche del mondo narrativo.

#### Nel romanzo
(Italo Calvino - "Appendice" alle "Lezioni americane", in Saggi, Mondadori, v. 1, pp. sgg.)
Nel suo saggio Il grado zero della scrittura Roland Barthes si chiedeva se fosse possibile un grado zero, cioè un grado di innocenza della scrittura priva di ogni segno, una scrittura neutra come quella bianca di Camus e di Blanchot o quella parlata di Queneau elaborando una famosa e problematica definizione. Nell'incipit romanzesco può accadere.
Applicazioni pratiche di un incipit che entri subito in mezzo agli eventi del romanzo si possono trovare in molte opere e con diverse modalità. Nell'analizzare il mondo degli incipit partendo da un possibile grado zero, soprattutto nel romanzo moderno e contemporaneo, ci si rende conto che l'incipit maggiormente utilizzato è quello che non fa riferimento al prima e al perché di un evento, ma si colloca subito in media res conducendo il lettore con prepotenza ma evitandogli anche l'elaborazione faticosa di costruire uno scenario. Quando l'incipit viene collocato in media res sono sufficienti poche righe per trattenere e subito indirizzare il lettore nella immedesimazione e nel centro dell'azione narrata:
Questo incipit di Luigi Capuana tratto da Il marchese di Roccaverdina è un esempio specifico di ogni esordio in medias res.
Il lettore, trascinato nel cuore della narrazione, riesce in poche righe a comprendere molte informazioni (dall'ambiente sociale in cui l'azione si svolge, alla parentela di alcuni personaggi, alla patita attesa dell'evento meteorologico) e a predisporsi per seguire il racconto.

#### Nel cinema
La tecnica d'esordio in medias res è uno dei canoni costanti della tecnica cinematografica. Nei film infatti, escludendo quei pochi esempi in cui lo spettatore assiste ad un prologo o ad un antefatto, magari narrato fuori campo, viene sempre data una prima sequenza che sembra incurante di ogni spiegazione che non sia il grado di suspense predisposto per organizzare ma che poi, nel corso della narrazione, svela i propri motivi.

#### I vari modi di condurre il lettorein medias res
Un esordio narrativo in medias res, come nel film, può nascondere le proprie finalità, presentarsi subito con un hic et nunc che crea suspense o sollecitare il lettore con analogie con il proprio vissuto.

##### In medias resconsuspense
Spesso la sequenza iniziale viene data apparentemente noncurante di ogni giustificazione se non il grado di suspense creato per organizzare quei motivi che saranno svelati nel corso della narrazione.
Certi esordi narrativi di questo tipo nascondono le proprie finalità e non presentano alcun chiarimento, che verranno forniti solamente con lo sviluppo dell'intreccio, rendendo passiva ogni risposta critica del lettore il quale è esortato a convivere fin dall'inizio con l'ambiguità e l'attesa come nel caso del Martin Eden di Jack London che nel presentare le sue righe iniziali non trasmette altro se non una vaga informazione marinaresca con una accattivante suspense senza che il lettore possa nemmeno immaginare tutto l'aggrovigliarsi di difficoltà esistenziali che termineranno nel suicidio del protagonista:

##### In medias rescon familiarità
Non sempre il lettore è lasciato alla suspense ma può accadere che egli venga introdotto in medias res in modo più dolce con una serie di analogie con il proprio vissuto che, pur non rivelandogli la futura vicenda narrata, gli offre delle garanzie con frammenti di un comportamento abituale. Un inizio in medias res, dunque, senza il clima dell'attesa che trova però una sua giustificazione nella convincente proposta della familiarità, indipendentemente dal materiale storico magari sconosciuto al lettore.
Nel leggere l'incipit de Il sosia di Dostoevskij il lettore non ha bisogno di ricordare il contesto storico della Russia perché egli viene, comunque, preso dal senso abitudinario del risveglio e si immedesima immediatamente:
Il lettore in questo caso si riconosce nel protagonista e trova facile e non traumatizzante abitare nella casa di via Sestilavocnaja a Pietroburgo dalla quale, attraverso il fluire di insolite vicende, viene condotto man mano, attraverso le angosce della duplicità e le anomalie dell'identità, nel vorticoso cerchio della psicologia dostoevskijana.
Questi modi di introdurre il lettore in modo intuitivo nel centro dell'avvenimento narrato, supplisce alla voluta mancanza, da parte del romanziere, di qualsiasi causalità e temporalità determinata. La scrittura prende l'avvio da un ex nihilo che vede esplodere il suo big - bang, solamente da una forma codificata di comportamento tacito che viene ad instaurarsi tra lo scrittore e il lettore e che permette al più debole, cioè al lettore, di convivere e inavvertitamente di subire, già all'inizio della scrittura, i carattere dei personaggi e tutti gli altri dettagli, partendo da una distanza-zero.

##### In medias rescon gradualità e geometria
Il romanziere non sempre getta il suo lettore nel vivo dell'opera con tratto noncurante ma cerca, nell'incipit, di immetterlo nella vicenda con gradualità, spesso delineando forme geometriche.

###### A spirale
Spesso viene utilizzato un andamento descrittivo a spirale che procede dal generale al particolare, dal grande al piccolo, dall'indistinto allo specifico, fino a raggiungere quell'azione decisiva che mette in moto tutta la trama.
Esempio classico è quello de I promessi sposi del Manzoni.

Esso inizia con la descrizione di un paesaggio ampio e disteso sul quale la vista si afferma immediatamente:
Subito dopo l'occhio, dopo aver alzato lo sguardo sulle cime circostanti, si restringe fino a cogliere il punto dove sorge la città di Lecco e poi, rimpicciolendo ancora di più la prospettiva, individua la rete delle stradine di campagna fino al momento della messa a fuoco e dell'ingrandimento della figura di don Abbondio per concludersi con la ricerca, ancora più particolareggiata, dei sassi che egli scalcia e solo a questo punto l'incipit può dirsi concluso.
Nel caso dell'incipit del Manzoni si assiste ad una dinamica geometrica e figurativa, terminata la quale l'azione procede e il lettore entra nel romanzo per trovarsi i bravi che compaiono dicendo "questo matrimonio non s'ha da fare, né domani, né mai".

###### A cerchio
Se l'incipit a spirale riporta sempre una figura dinamica, con la figura del cerchio l'emozione che prova il lettore all'ingresso è di grande quiete.
Si può riportare come esempio l'incipit de Il compagno segreto di Joseph Conrad dove si incontra subito il narratore che occupa il centro dell'ampio cerchio che con lo sguardo va osservando:

##### A rette parallele
Se dalla geometria apprendiamo che l'incontro di due rette parallele è posto all'infinito e pertanto non si incontrano mai, dal romanziere possiamo a volte scoprire il loro luogo d'incontro che può essere posto molto prima, come alla conclusione di un romanzo o semplicemente alla fine di un incipit.

#### L'io narrante
Quello che crea spesso il coinvolgimento maggiore del lettore è, in questi incipit in medias res, la presenza dell'io narrante, della "soggettività" per usare un termine cinematografico, che propone lo svelarsi ora e subito ponendo sé stesso al centro dell'osservazione e offrendo al lettore il suo stesso angolo visuale come nel significativo incipit di Anatole France ne Il delitto dell'accademico Silvestro Bonnard che introduce con il suo "io narrante" la persona dell'accademico con una autodescrizione che non rivela alcun aspetto della personalità e delle intenzioni dell'autore il quale, solamente più avanti, apprenderà la deformazione psicologica che lo fa diventare ladro dei suoi stessi libri:

#### La prima persona
Spesso la tecnica dell'entrare in medias res impone necessariamente l'uso della prima persona soprattutto quando l'autore vuole far comprendere che la situazione presentata non è normale e l'uso dell'io si impone perché non è possibile sottacere o minimizzare l'essenziale. Il lettore viene in questo modo catapultato nel punto drammatico dello scatenarsi delle emozioni che l'autore confessa come nell'incipit del Cuore rivelatore di Edgar Allan Poe:
In questo inizio Poe s'impone al lettore con la sua soggettività e ne coinvolge l'attenzione all'interno dell'opera.
In epoca contemporanea l'incipit di Poe diventa spesso il prototipo senza vita della maggior parte della Trivialliteratur che, come si sa da tante opere di oggi, è solamente l'indicazione informativa di un genere narrativo destinato al largo consumo di massa.
In questi casi viene utilizzata la confessione o il diario che dà l'idea di una dialettica intima, di un avvio appena sussurrato che evita la descrizione e fa pensare a una semplice registrazione di eventi, una specie di grado zero che viene annunciato nelle prime righe per tradirsi però nel corso della narrazione.